# Щільність запису
Щі́льність за́пису (packing density) — характеристика носія інформації, що визначається кількістю інформації, яка припадає на одиницю довжини, площі або об'єму носія. Зазвичай вища щільність запису є бажаною, бо вона дозволяє зберігати більші обсяги даних в одному й тому самому об'ємі носія. Тож щільність має прямий стосунок до повної місткості цього носія. Крім того зазвичай безпосередньо впливає на продуктивність конкретного носія, а також ціну.

## Класи пристроїв зберігання

### Магнітний носій
Твердий диск зберігає дані за допомогою магнітної поляризації на невеликих ділянках поверхневого шару, який покриває диск. Максимальна щільність запису визначається розміром магнітних частинок на поверхні, а також розміром «головки», яка слугує для зчитування і запису даних. Щільність запису на дискових пристроях зросла на багато порядків, відтоді як компанія IBM 1956 року представила перший твердий диск під назвою IBM 350, який мав щільність запису 2000 біт/д2. 2015 року компанія Seagate Technology представила жорсткий диск зі щільністю запису 1,34 Тбіт/д2[джерело?], тобто в близько 600 млн разів більшою, ніж на першому диску. Вважають що щільність при нинішніх технологіях запису може продовжувати підвищуватися до понад 1 Тбіт/д2. Нові технології перебувають у стадії розробки і очікується, що збільшення щільності запису продовжиться.

### Оптичні диски
Компакт-диски (CD) зберігають дані в крихітних заглибленнях на пластиковій поверхні, покритій тонким шаром дзеркального металу. Стандартний розмір отворів — 0,83 мкм завдовжки і 0,5 мікрометрів завширшки, які розташовані в треках, розміщених за 1,6 мкм один від одного. Щільність запису на такому носієві становить близько 0,90 Гбіт/д2.
DVD диски мають істотно вищу щільність запису, ніж компакт-диски, близько 2,2 Гбіт/д2, оскільки використовують більше поверхні диска, менші отвори (0.64 мкм), і меншу відстань між треками. Одношарові HD DVD і Blu-ray-диски мають щільність запису близько 7,5 Гбіт/д2 і 12,5 Гбіт/д2 відповідно.
1982 року, коли тільки починалось впровадження компакт-дисків, вони мали значно вищу щільність, ніж твердий диск, але відтоді тверді диски просунулись набагато далі й їхні характеристики затьмарили оптичні носії як за щільністю запису, так і повною місткістю кожного пристрою.

### Магнітна стрічка
Поздовжня щільність запису на першій магнітній стрічці, UNIVAC UNISERVO, становила 128 біт/д на магнітній стрічці завширшки пів дюйма, що дає об'ємну щільність запису 256 біт/д2. 2015 року компанії IBM і Fujifilm оголосили про новий рекорд для магнітної стрічки, який становить 1,23 Гбіт/д2,, тоді як станом на 2015 рік найбільша щільність комерційно доступної стрічки LTO-6, становила 0,84 Гбіт/д2.

## Дослідження
Низка технологій намагаються перевершити щільність запису на наявних носіях.
2007 року IBM Millipede намагалася комерціалізувати систему на 1 Тбіт/д2 (800 Гбіт/д2 продемонстровано у 2005 році). Ця щільність приблизно дорівнює максимально очікуваній від жорстких дисків. Досі технологія Millipede програвала гонку за щільністю жорстким дискам. Нова технологія IBM, відома як бігова пам'ять, використовує масив з великої кількості дрібних наноскопічних дротів, розташованих у 3D, кожен з яких містить велику кількість бітів для підвищення щільності. Хоча точні цифри не названо, але в новинних статтях IBM йдеться про «збільшення в 100 разів».
Різні технології голографічної пам'яті також намагаються перевершити наявні системи, але вони теж допоки програють гонку, і, за оцінками, можуть також пропонувати до 1 Тбіт/д2. Найкращий на сьогодні продемонстрований результат для неквантових голографічних систем становить близько 250 Гб/д2.
Інші експериментальні технології пропонують ще вищу щільність. Показано, що зберігання за допомогою молекулярних полімерів може забезпечувати 10 Тбіт/д2. На сьогодні найбільш щільний тип пам'яті, показаний експериментально, електронна квантова голографія. Шляхом накладання зображень з різними довжинами хвиль в одну і ту саму голограму Стенфордський університет домігся щільності 35 біт/електрон (приблизно 3 ексабайт/д2), що продемонстровано з допомогою електронних мікроскопів і мідного носія. Про це йдеться в Стенфордській доповіді від 28 січня 2009 року.
У 2012 році ДНК успішно використали як експериментальний носій даних, але потрібні синтезатор ДНК та ДНК-мікрочипи для перекодування. Станом на  2012 рік ДНК утримує рекорд з максимальної щільності зберігання. У березні 2017 року вчені з Колумбійського університету і New York Genome Center опублікували метод, відомий як DNA Fountain, який забезпечує досконале зняття інформації з носія зі щільністю 215 петабайтів на грам ДНК, 85 % від теоретичної межі.